# Анкуселиана
Анкуселиана̀ (на гръцки: Αγκουσελιανά) е село в Република Гърция, разположено на остров Крит, дем Агиос Василиос. Селото има население от 261 души.

## Личности
Родени в Анкуселиана
- Стилианос Клидис (1872 – 1912), гръцки революционер